# Чукуито (провинция)
Чукуито (исп. Provincia de Chucuito, кечуа Chukuwitu pruwinsya) — одна из 13 провинций перуанского региона Пуно. Площадь составляет 3978,13 км². Население — 126 259 человек; плотность населения — 31,74 чел/км². Столица — город Хули.

## География
Расположена в юго-восточной части региона. Граничит с провинциями Эль-Кольяо (на западе и северо-западе), Йунгуйо (на северо-востоке), а также с Боливией (на юго-востоке). Омывается водами озера Титикака (на севере).

## Административное деление
В административном отношении делится на 7 районов:
- Десагуадеро
- Уакульяни
- Хули
- Кельюйо
- Писакома
- Помата
- Сепита